# Jacamar cua-roig
El jacamar cua-roig (Galbula ruficauda) és una espècie d'ocell de la família dels galbúlids (Galbulidae) que habita zones boscoses i matolls, principalment a prop de l'aigua, al sud de Mèxic, Amèrica Central, nord, est i oest de Colòmbia, oest de l'Equador, Veneçuela, Trinitat i Tobago, Guyana, Guaiana Francesa, Brasil, Bolívia, el Paraguai i nord-est de l'Argentina.